# Jonathan Villar
Jonathan Rafael Villar Roque (La Vega, 2 de mayo de 1991) es un infielder dominicano de béisbol profesional que pertenece a los Algodoneros de Unión Laguna de la Liga Mexicana de Béisbol (LMB).
Anteriormente jugó con los Houston Astros, Milwaukee Brewers, Baltimore Orioles, Miami Marlins, Toronto Blue Jays, New York Mets, Chicago Cubs y Los Angeles Angels. Se desempeña principalmente como campocorto.
Pertenece a las Águilas Cibaeñas en el béisbol invernal de la República Dominicana.

## Carrera profesional
Villar firmó con los Filis de Filadelfia como agente libre internacional. Antes de la temporada 2011, fue traspasado a los Astros de Houston junto a J. A. Happ y Anthony Gose a cambio de Roy Oswalt.

### Houston Astros

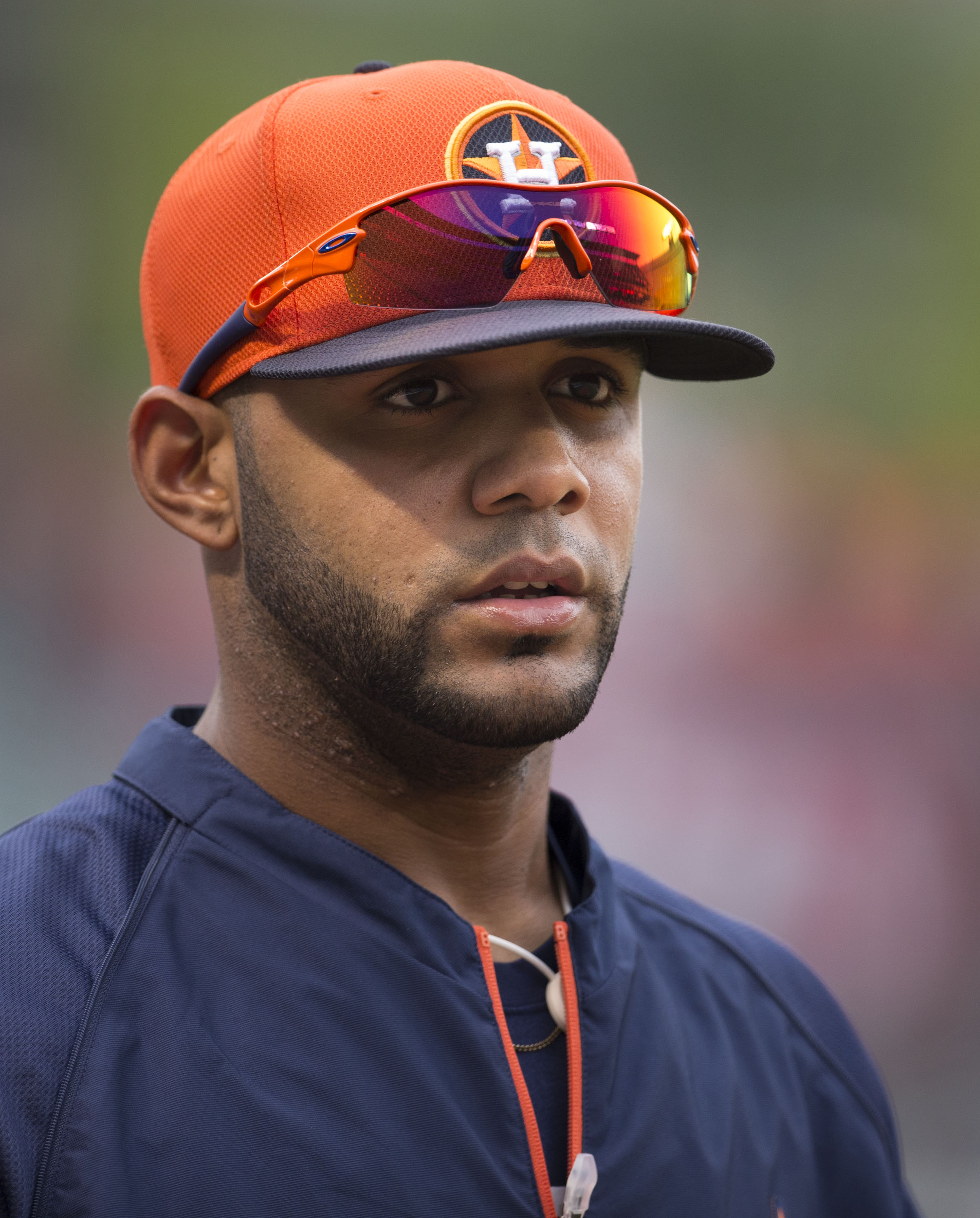
Villar con los Houston Astros

Fue considerado por Baseball America como el prospecto número 94 para la temporada 2011. En 2012 fue invitado a los entrenamientos primaverales, y ya para 2013 jugaba con los Oklahoma City RedHawks de Clase AAA. El 21 de julio de ese mismo año fue llamado por los Astros, con los que debutó en Grandes Ligas al día siguiente. Fue nombrado como el campocorto titular para el inicio de la temporada 2014, pero tuvo un bajo rendimiento ofensivo tanto esa temporada como en el 2015. Sin embargo, participó en el Juego de Comodines de la Liga Americana en el 2015, entrando como corredor emergente por Chris Carter en la séptima entrada, donde robó la segunda base y anotó la tercera carrera de su equipo con un sencillo de José Altuve.

### Milwaukee Brewers
El 19 de noviembre de 2015, Villar fue traspasado a los Cerveceros de Milwaukee a cambio de Cy Sneed.
Desde los entrenamientos primaverales impresionó al mánager Craig Counsell, por lo que fue nombrado como el campocorto titular de los Cerveceros para el Día Inaugural de la campaña 2016. A pesar de los problemas del equipo, Villar jugó muy bien antes de la pausa del Juego de Estrellas, bateando para .298 de promedio, seis jonrones y liderando la liga con 19 bases robadas. Finalizó la temporada con 62 bases robadas, cuatro más que Billy Hamilton de los Rojos de Cincinnati, así como promedio de .285, 62 carreras impulsadas y 19 jonrones.
En 2017, Villar fue cambiado a la segunda base por la adquisición de Travis Shaw. Sin embargo, luego de un bajo rendimiento, perdió su puesto como titular a mediados de la temporada con el recién adquirido Neil Walker. Con los problemas del jardinero Keon Broxton, tuvo algunos juegos como titular en el jardín central, pero el surgimiento del novato Brett Phillips lo relegó nuevamente a un rol de reserva. Culminó la temporada con promedio de .241, 11 jonrones, 40 impulsadas y 23 bases robadas en 403 turnos al bate.

### Baltimore Orioles
En la fecha límite de cambios el 31 de julio de 2018, Villar, junto con los jugadores de ligas menores Luis Ortiz y Jean Carmona, fue enviado a los Orioles de Baltimore a cambio de Jonathan Schoop. Villar fue activado el 2 de agosto y jugó su primer partido con los Orioles esa misma noche, donde registró dos hits y anotó una carrera. Consiguió tres hits la noche siguiente, incluida su primera carrera impulsada. Dos noches después, recolectaría tres hits más en tres turnos al bate, incluido un doble, un jonrón, una impulsada, una base por bolas y tres carreras anotadas. En 54 juegos, bateó .258/.336/.392 con ocho jonrones y lideró a los Orioles con 21 bases robadas.
Villar se convirtió en el quinto Oriole en batear para el ciclo en una derrota en casa por 9-6 ante los Yankees de Nueva York el 5 de agosto de 2019. Conectó un triple y un doble en la tercera y quinta entrada, respectivamente, ante Masahiro Tanaka, un jonrón de dos carreras ante Tommy Kahnle en la sexta para empatar el juego 6-6 y un sencillo en la novena ante Aroldis Chapman. Su jonrón de tres carreras ante Caleb Ferguson de los Dodgers de Los Ángeles el 11 de septiembre fue el jonrón 6,106 de 2019 y estableció un nuevo récord de Grandes Ligas para la mayor cantidad de jonrones totales en una temporada, superando los 6,105 establecidos dos años antes, en 2017. Fue el primer jugador de la MLB con al menos 24 jonrones y 40 bases robadas en la misma temporada desde Carlos Gómez en 2013. Junto con Starlin Castro, Whit Merrifield, Marcus Semien y Jorge Soler, fue uno de los únicos cinco jugadores que aparecieron en los 162 juegos en 2019.

### Miami Marlins
El 2 de diciembre de 2019, Villar fue cambiado a los Marlins de Miami a cambio de Easton Lucas. Con los Marlins, Villar bateó .259 con dos jonrones y 9 carreras impulsadas en 30 juegos. 

### Toronto Blue Jays
El 31 de agosto de 2020, Villar fue cambiado a los Azulejos de Toronto por Griffin Conine. El 1 de septiembre de 2020, hizo su debut con los Azulejos, con quienes bateó para (.188) sin jonrones y seis carreras impulsadas en 22 juegos. Después de la temporada 2020, jugó para República Dominicana en la Serie del Caribe 2021.

### New York Mets
El 11 de febrero de 2021, Villar firmó un contrato por un año y ($ 3.55) millones con los New York Mets. Villar conectó su primer jonrón de entrenamiento de primavera como un Met el 7 de marzo de 2021 ante el lanzador de los Miami Marlins, Yimi García.

## Liga Dominicana
Villar pertenece a las Águilas Cibaeñas desde el 2013, ha formado parte del equipo en los campeonatos de 2018 y 2021.